# Stadionul Republicii
Stadionul Republicii – nieistniejący już wielofunkcyjny stadion w Bukareszcie, stolicy Rumunii. Został otwarty 9 maja 1926 roku i rozebrany w roku 1984. Obiekt początkowo mógł pomieścić 20 000 widzów, po rozbudowie pojemność ta wzrosła do 40 000. Na obiekcie swoje spotkania rozgrywała m.in. reprezentacja Rumunii, odbywały się na nim również finały piłkarskiego pucharu kraju. W 1962 roku obiekt był jedną z aren 2. Mistrzostw Świata w piłce ręcznej kobiet. Stadion stał nieopodal miejsca, w którym obecnie znajduje się Pałac Parlamentu.
Stadion został zainaugurowany 9 maja 1926 roku meczem pomiędzy wojskowymi reprezentacjami Rumunii i Francji w rugby, wygranym przez Francuzów 35:3. Inauguracja miała miejsce w 49. rocznicę obchodów niepodległości kraju. Obiekt znany był wówczas jako Stadionul ONEF (Oficiul Național de Educație Fizică), pod koniec okresu międzywojennego przemianowany był na Stadionul ANEF (Academia Națională de Educație Fizică). Projektantami stadionu byli Horia Creangă i Marcel Iancu. Budowa obiektu nie kosztowała dużo, gdyż w pracach brali udział żołnierze, a trybuny były konstrukcji drewnianej. W trakcie II wojny światowej obiekt ucierpiał wskutek pożaru, po odbudowie (w trakcie której zwiększono pojemność stadionu z 20 000 do 40 000 widzów) został ponownie zainaugurowany 3 września 1948 roku. Nazwę obiektu przy okazji zmieniono na Stadionul Republicii. Do czasu otwarcia w 1953 roku Stadionu Narodowego obiekt był główną areną spotkań domowych rumuńskiej reprezentacji piłkarskiej, na stadionie odbywały się także finały piłkarskiego pucharu Rumunii, jak również mecze ligowe, zawody lekkoatletyczne (na stadionie padały rekordy świata) i inne imprezy, również pozasportowe. W 1962 roku obiekt był jedną z aren 2. Mistrzostw Świata w piłce ręcznej kobiet. W finale imprezy, który również rozegrano na Stadionul Republicii reprezentacja Rumunii pokonała Danię 8:5, zdobywając swój pierwszy i jedyny jak dotąd tytuł mistrza świata. Rozbiórkę stadionu rozpoczęto jesienią 1984 roku, niedługo po tym gdy nieopodal zaczął powstawać Pałac Parlamentu.